# Последнее лето в Бойте
«Последнее лето в Бойте» (исп. El último verano de la Boyita) — аргентинская драма, вышедшая в прокат 30 марта 2009 года (в РФ — 4 ноября 2010 года). Фильм повествует о взаимоотношениях двух молодых людей на одной из латиноамериканских ферм.

## Сюжет
Действие разворачивается в 1980 году на одном из аргентинских ранчо, которое принадлежит отцу главной героини фильма — Хорхелине (Гуадалупе Алонсо). Вместо того чтобы провести лето со своей матерью и старшей сестрой, 12-летней Люсианой (Мария Клара Мерендино), она едет в деревню Пампас со своим отцом-медиком (Габо Корреа) в автодоме (La Boyita).  В Пампасе Хорхелина встречает молодого парня по имени Марио (Николас Трейсе), который готовится к городским скачками и хорошо управляется с лошадьми. Скучающая Хорхелина пытается завязать дружбу с Марио, но у него нет времени на это, так как у него полно работы по ферме и ему нужно присматривать за своим пожилым отцом. Позже из медицинских тестов своего отца Хорхелина узнает о том, что у него менструация, что является нонсенсом для юношей И впоследствии она раскрывает секрет Марио, который его родители предпочитают держать в тайне от других.

## В ролях
- Гуадалупе Алонсо — Хорхелина
- Николас Трейсе — Марио